# 奧巴赫河
53°47′17″N 11°23′22″E / 53.78812°N 11.38954°E

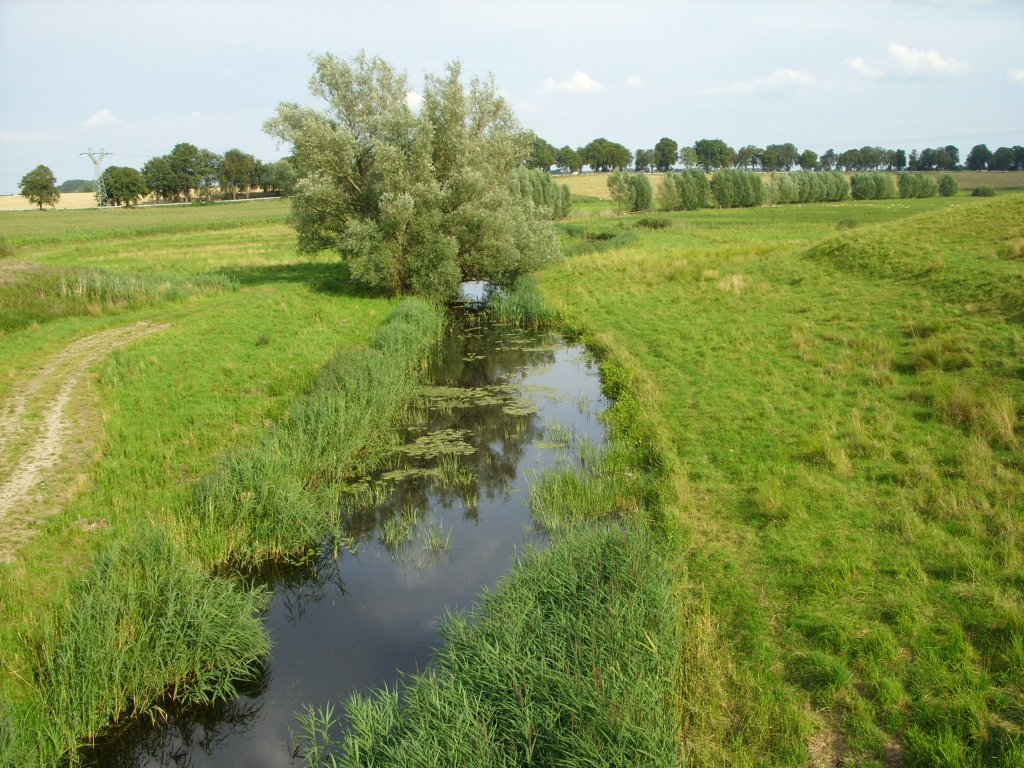
奧巴赫河

奧巴赫河（德語：Aubach），是德國的河流，位於該國東北部，由梅克倫堡-前波美拉尼亞州負責管轄，河道全長24公里，流域面積120平方公里，發源自小丹貝克湖，河口處在什未林。